# 松田元継
松田 元継（まつだ もとつぐ）は、江戸時代初期の武士。毛利氏家臣で長州藩士。知行は200石。父は松田元行。

## 生涯
慶長8年（1603年）、長州藩士・松田元行の嫡男として生まれる。
慶長18年（1613年）8月13日、毛利輝元の加冠状を受けて元服し、「元」の偏諱を与えられて「元継」と名乗った。また、毛利秀就から元和3年（1617年）11月9日に「七郎兵衛尉」の官途名を、寛永6年（1629年）10月1日に「次郎左衛門尉」の官途名を与えられる。
寛永12年（1635年）1月13日に父・元行が隠居し、家督と200石の知行 を相続した。
寛永21年（1644年）10月9日に42歳で死去。嫡男の就継が後を継いだ。